# ホッチ峠
ホッチ峠（ホッチとうげ）は、山梨県甲斐市と韮崎市の境にある峠。標高1,093m。

## 概要
山梨県道27号韮崎昇仙峡線、通称昇仙峡ラインに存在する峠。
峠には「球状又は楕円体状で外殻は黄褐色、中が黒色で学術上貴重な珍石」である
自然記念物「ホッチ峠のマンジュウ石」の説明板が設置されている。